# 圖恰皮 (斯尼亞滕區)
48°23′55″N 25°22′41″E / 48.39861°N 25.37806°E
圖恰皮（烏克蘭語：Тучапи），是烏克蘭西部的村莊，隸屬伊萬諾-弗蘭科夫斯克州的科洛梅亞區。該村面積6.8平方公里，2001年人口542，人口密度每平方公里79.2人。